# Stefan Della Rovere
Stefan Della Rovere (* 25. února 1990 v Richmond Hill, Ontario) je bývalý kanadský hokejový útočník.

## Hráčská kariéra
Stefan Della Rovere vyrůstal v Maple, Ontario severozápadně od Toronta. Do St. Joan odešel do střední katolické školy v Maple, kde hrával amatérskou ligu za týmy Vaughan Rangers, Toronto Marlboro a Toronto Jr. Kanaďanů. Sezónu 2005/06 hrával v týmu Toronto Junior Canadiens Midget v lize GTHL kde odehrál celou sezónu se 47 odehranými zápasy ve kterém nasbíral 56 bodů. Byl draftován v OHL v roce 2006 v 1. kole (celkově 16.) týmem Barrie Colts.
Na další ročník odešel do vyšší ligy OHL do týmu Barrie Colts kde si ho vybrali v draftu. V týmu odehrál 4 sezóny (2006/10) ve kterých odehrál 230 zápasů ve kterých nasbíral 138 bodů a 479 trestných minut a v sezónách 2007/10 se stal nejtrestanějším hráčem týmu a v posledních dvou sezónách 2008/10 byl jmenován kapitánem týmu. 4. ledna 2009 podepsal smlouvu s týmem Washington Capitals aby mohl vypomoct druhému záložnímu týmu South Carolina Stingrays (ECHL) kde odehrál 2 zápasy a v sezóně 2009/10 vypomohl záložnímu týmu Hershey Bears (AHL) v playoff kde taktéž odehrál dva zápasy.
Byl draftován v NHL v roce 2008 v 7. kole (celkově 204.) týmem Washington Capitals. 28. července 2010 byl vyměněn do týmu St. Louis Blues za D. J. King. Sezónu 2010/11 začal na farmě Blues v týmu Peoria Rivermen (AHL) kde hrával až do 1. prosince 2010 kdy ho tým Blues povolal do týmu kde debutoval v lize NHL proti týmu Washington Capitals kde odehrál 6:47. Poté odehrál dalších 4 zápasy než byl poslán zpět na farmu Peoria Rivermen kde hrával do 24. ledna 2011 kdy byl opět povolán do týmu Blues, kdy odehrál dva zápasy, poté byl opět poslán na farmu.

## Ocenění a úspěchy
- 2010 OHL – All-Star Game
- 2015 ECHL – All-Star Game
- 2016 LIHG – Nejtrestanější hráč

## Prvenství
- Debut v NHL – 1. prosince 2010 (St. Louis Blues proti Washington Capitals)

## Klubové statistiky
| Sezóna       | Klub                            | Soutěž       |     | Základní část | Základní část | Základní část | Základní část | Základní část |    | Play off | Play off | Play off | Play off | Play off |
| Sezóna       | Klub                            | Soutěž       | Z   | G             | A             | B             | TM            | Z             | G  | A        | B        | TM       |          |          |
| 2005/2006    | Toronto Junior Canadiens Midget | GTHL         | 47  | 25            | 31            | 56            | 69            | —             | —  | —        | —        | —        |          |          |
| 2006/2007    | Barrie Colts                    | OHL          | 48  | 7             | 7             | 14            | 37            | 6             | 0  | 0        | 0        | 0        |          |          |
| 2007/2008    | Barrie Colts                    | OHL          | 68  | 13            | 19            | 32            | 171           | 9             | 1  | 2        | 3        | 16       |          |          |
| 2008/2009    | Barrie Colts                    | OHL          | 57  | 27            | 24            | 51            | 146           | 5             | 2  | 2        | 4        | 19       |          |          |
| 2008/2009    | South Carolina Stingrays        | ECHL         | 2   | 0             | 1             | 1             | 6             | —             | —  | —        | —        | —        |          |          |
| 2009/2010    | Barrie Colts                    | OHL          | 57  | 18            | 23            | 41            | 125           | 17            | 8  | 1        | 9        | 29       |          |          |
| 2009/2010    | Hershey Bears                   | AHL          | —   | —             | —             | —             | —             | 2             | 0  | 0        | 0        | 0        |          |          |
| 2010/2011    | St. Louis Blues                 | NHL          | 7   | 0             | 0             | 0             | 11            | —             | —  | —        | —        | —        |          |          |
| 2010/2011    | Peoria Rivermen                 | AHL          | 66  | 8             | 8             | 16            | 110           | 1             | 0  | 0        | 0        | 0        |          |          |
| 2011/2012    | Peoria Rivermen                 | AHL          | 69  | 4             | 6             | 10            | 116           | —             | —  | —        | —        | —        |          |          |
| 2012/2013    | Peoria Rivermen                 | AHL          | 33  | 1             | 1             | 2             | 43            | —             | —  | —        | —        | —        |          |          |
| 2012/2013    | Evansville IceMen               | ECHL         | 12  | 2             | 5             | 7             | 36            | —             | —  | —        | —        | —        |          |          |
| 2013/2014    | Florida Everblades              | ECHL         | 23  | 5             | 9             | 14            | 52            | —             | —  | —        | —        | —        |          |          |
| 2014/2015    | Orlando Solar Bears             | ECHL         | 59  | 12            | 14            | 26            | 86            | 6             | 0  | 0        | 0        | 6        |          |          |
| 2015/2016    | HC Valpellice                   | LIHG         | 39  | 14            | 16            | 30            | 92            | 5             | 2  | 4        | 6        | 16       |          |          |
| 2016/2017    | HC Fassa                        | AlpsHL       | 21  | 12            | 18            | 30            | 51            | —             | —  | —        | —        | —        |          |          |
| 2016/2017    | Braehead Clan                   | EIHL         | 11  | 4             | 6             | 10            | 8             | 2             | 0  | 0        | 0        | 0        |          |          |
| 2017/2018    | Kassel Huskies                  | DEL2         | 51  | 7             | 12            | 19            | 48            | 6             | 1  | 1        | 2        | 10       |          |          |
| 2018/2019    | Sheffield Steelers              | EIHL         | 36  | 6             | 7             | 13            | 56            | —             | —  | —        | —        | —        |          |          |
| 2018/2019    | Dresdner Eislöwen               | DEL2         | 14  | 8             | 3             | 11            | 16            | 14            | 5  | 6        | 11       | 40       |          |          |
| 2019/2020    | Heilbronner Falken              | DEL2         | 42  | 21            | 19            | 40            | 52            | —             | —  | —        | —        | —        |          |          |
| 2020/2021    | Heilbronner Falken              | DEL2         | 34  | 21            | 20            | 41            | 38            | —             | —  | —        | —        | —        |          |          |
| 2021/2022    | Heilbronner Falken              | DEL2         | 47  | 19            | 30            | 49            | 24            | 13            | 1  | 7        | 8        | 10       |          |          |
| 2022/2023    | Heilbronner Falken              | DEL2         | 52  | 14            | 24            | 38            | 55            | —             | —  | —        | —        | —        |          |          |
| Celkem v OHL | Celkem v OHL                    | Celkem v OHL | 230 | 65            | 73            | 138           | 479           | 37            | 11 | 5        | 16       | 64       |          |          |
| Celkem v AHL | Celkem v AHL                    | Celkem v AHL | 168 | 13            | 15            | 28            | 269           | 3             | 0  | 0        | 0        | 0        |          |          |
| Celkem v NHL | Celkem v NHL                    | Celkem v NHL | 7   | 0             | 0             | 0             | 11            | —             | —  | —        | —        | —        |          |          |

## Reprezentace
| Rok          | Tým          | Soutěž       | Z  | G | A | B | TM |
| ------------ | ------------ | ------------ | -- | - | - | - | -- |
| 2009         | Kanada 20    | MSJ          | 6  | 1 | 1 | 2 | 26 |
| 2010         | Kanada 20    | MSJ          | 6  | 3 | 3 | 6 | 8  |
| Celkem v MSJ | Celkem v MSJ | Celkem v MSJ | 12 | 4 | 4 | 8 | 34 |